# Eden Ben Basat
Eden Ben Basat (hebr. עדן בן בסט, dawniej עדן בן בסט; ur. 8 września 1986 w Kirjat Chajjim) – izraelski piłkarz grający na pozycji środkowego napastnika. Gra w reprezentacji Izraela. Od 2014 jest zawodnikiem Maccabi Tel Awiw.

## Kariera klubowa
Od 1999 szkolił się w szkółce piłkarskiej Hapoel Hajfa i od 2001 Maccabi Hajfa. We wrześniu 2008 roku wstąpił do Hapoel Ironi Kirjat Szemona. 30 lipca 2009 roku podpisał kontrakt z Hapoel Hajfa. 9 czerwca 2011 roku podpisał dwuletni kontrakt z Stade Brestois 29.
31 stycznia 2013 roku podpisał kontrakt z Toulouse FC. W 2014 przeszedł do Maccabi Tel Awiw.
| Sezon   | Klub                     | Kraj    | Rozgrywki   | Mecze | Bramki | Rozgrywki Europy          | Mecze | Bramki |
| ------- | ------------------------ | ------- | ----------- | ----- | ------ | ------------------------- | ----- | ------ |
| 2003/04 | Maccabi Hajfa            | Izrael  | Ligat ha’Al | 0     | 0      | –                         | –     | –      |
| 2004/05 | Maccabi Hajfa            | Izrael  | Ligat ha’Al | 6     | 0      | –                         | –     | –      |
| 2005/06 | Maccabi Hajfa            | Izrael  | Ligat ha’Al | 12    | 3      | –                         | –     | –      |
| 2006/07 | Maccabi Hajfa            | Izrael  | Ligat ha’Al | 3     | 0      | –                         | –     | –      |
| 2006/07 | Maccabi Herclijja (wyp.) | Izrael  | Ligat ha’Al | 9     | 0      | –                         | –     | –      |
| 2007/08 | Hapoel Hajfa (wyp.)      | Izrael  | Ligat ha’Al | 26    | 13     | –                         | –     | –      |
| 2008/09 | Hapoel Kiryat (wyp.)     | Izrael  | Ligat ha’Al | 13    | 2      | –                         | –     | –      |
| 2008/09 | Hapoel Tel Awiw (wyp.)   | Izrael  | Ligat ha’Al | 9     | 1      | –                         | –     | –      |
| 2009/10 | Hapoel Hajfa             | Izrael  | Ligat ha’Al | 29    | 9      | –                         | –     | –      |
| 2010/11 | Hapoel Hajfa             | Izrael  | Ligat ha’Al | 30    | 18     | –                         | –     | –      |
| 2011/12 | Stade Brestois 29        | Francja | Ligue 1     | 32    | 4      | –                         | –     | –      |
| 2012/13 | Stade Brestois 29        | Francja | Ligue 1     | 20    | 9      | –                         | –     | –      |
| 2012/13 | Toulouse FC              | Francja | Ligue 1     | 8     | 3      | –                         | –     | –      |
| 2013/14 | Toulouse FC              | Francja | Ligue 1     | 24    | 4      | –                         | –     | –      |
| 2014/15 | Maccabi Tel Awiw         | Izrael  | Ligat ha’Al | 24    | 6      | Liga Mistrzów/Liga Europy | 4     | 1      |

Stan na: koniec sezonu 2014/2015

## Kariera reprezentacyjna
11 września 2012 roku Ben Basat w meczu przeciwko reprezentacji Rosji zadebiutował w dorosłej reprezentacji Izraela.

## Sukcesy

### Klubowe
- Maccabi Hajfa
  - mistrzem Izraela Ligat ha’Al: 2005, 2006